# Donoho Point
Donoho Point – niezamieszkana wyspa na jeziorze Jackson Lake w stanie Wyoming.

## Geografia
Donoho Point położony jest w południowo-wschodniej części jeziora Jackson Lake. Średnia wysokość wyspy to 2099 m n.p.m.